# Oecetis oliae
Oecetis oliae är en nattsländeart som beskrevs av Francois-Marie Gibon och Randriamasimanana in Randriamasimanana 1999. Oecetis oliae ingår i släktet Oecetis och familjen långhornssländor. Inga underarter finns listade i Catalogue of Life.